# سوشا مکانی
سوشا مکانی (زادهٔ ۲۷ آبان ۱۳۶۵ در بندرانزلی) بازیکن سابق فوتبال اهل ایران است. وی سابقه بازی در فولاد خوزستان، پرسپولیس و تیم ملی فوتبال ایران را دارد.
وی به‌طور پیاپی در تیم‌های جوانان، امید و بزرگسالان کوثر تهران بازی کرده‌است. سوشا مکانی در فصل ۱۳۹۳–۱۳۹۲ به همراه فولاد خوزستان قهرمان لیگ برتر ایران گردید.

## دوران حرفه‌ای

### فجر سپاسی
سوشا مکانی دوران حرفه‌ای فوتبال خود را با باشگاه فوتبال فجر سپاسی شروع کرد و به مدت دو فصل در آن ماند؛ همچنین او ۴۲ بازی و ۱ گل در کارنامه خود در این باشگاه دارد.

### پاس همدان
۴۴ بازی رسمی، حاصل کار سوشا مکانی در باشگاه فوتبال پاس همدان است؛ قرارداد او با پاس همدان دوساله بود.

### استیل آذین
او با قراردادی یک‌ساله به باشگاه فوتبال استیل آذین پیوست؛ در دقایق پایانی بازی استیل آذین و پرسپولیس در حالی که نتیجه بازی یک بر یک مساوی بود. سوشا مکانی ظاهراً دچار آسیب دیدگی شد و توپ را به خارج از زمین فرستاد. بازیکنان پرسپولیس که مصدومیت سوشا مکانی را قبول نداشتند به توصیه علی دایی از دادن توپ به حریف خودداری کردند. پس از پرتاب توپ، پرسپولیس موفق به ثمر رساندن گل شد و این آغاز درگیری دو تیم گردید.

### نفت تهران
او با قراردادی سه‌ساله به باشگاه فوتبال نفت تهران پیوست؛ ۵۶ بازی رسمی برای نفت تهران در کارنامه وی وجود دارد.

### فولاد خوزستان
سوشا مکانی در طول حضور نسبتاً کوتاه خود در فولاد خوزستان، به این باشگاه کمک کرد تا عنوان قهرمانی لیگ برتر فوتبال ایران را به‌دست‌آورد و به لیگ قهرمانان آسیا راه پیدا کند. او برای نخستین‌بار با فولاد به قهرمانی لیگ برتر خلیج فارس دست پیدا کرد؛ در آن سال فولاد با دو امتیاز بیشتر نسبت به پرسپولیس قهرمان شد.

### پرسپولیس

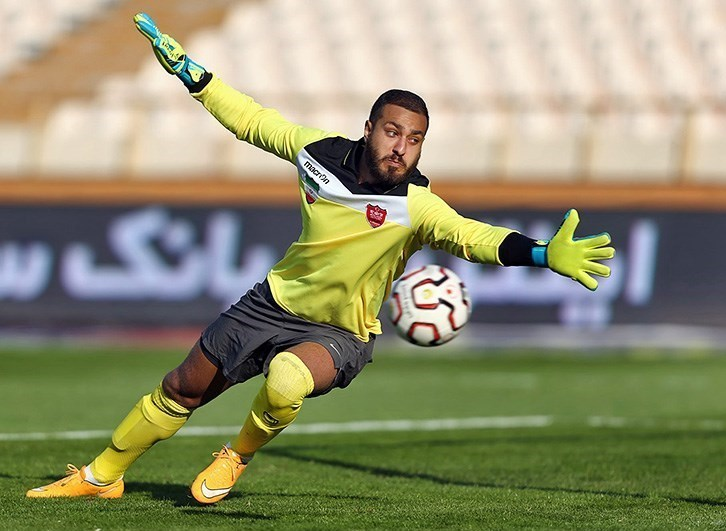
سوشا مکانی با پرسپولیس

سوشا در تاریخ ۱۸ خرداد ماه سال ۱۳۹۳ با عقد قراردادی دو ساله به باشگاه فوتبال پرسپولیس پیوست. سوشا که در فولاد یک فصل رؤیایی را تجربه کرده بود، با این کارنامه درخشان به پرسپولیس پیوست. در فصل نخست حضورش در پرسپولیس، توسط حمید درخشان به نیلسون کوریا ترجیح داده شد و دروازه‌بان شماره یک پرسپولیس شد؛ در فصل بعد و با حضور برانکو ایوانکوویچ در پرسپولیس، این تیم نایب قهرمان لیگ برتر خلیج فارس شد. سوشا مکانی هرگز شهرآورد ایران را نباخته‌است؛ او بیش از چهل بازی رسمی برای پرسپولیس انجام داده‌است.
او پس از جدایی از پرسپولیس اعلام کرد که «من عاشق پرسپولیسم و به عنوان یک هوادار برای پرسپولیس آرزوی موفقیت می‌کنم». او این را پس از آن مطرح کرد که در دوره‌ای از حضورش در این تیم دچار حواشی شده بود.

### میوندالن
او با قراردادی به‌مدت دو فصل و نیم، به باشگاه میوندالن پیوست. او در فصل نخست حضور در این باشگاه ۱۱ بار به میدان رفت.

#### استرومسگودست
سوشا مکانی به صورت قرضی به باشگاه استرومسگودست، که بیش از یک قرن تاریخچه دارد و در لیگ برتر فوتبال نروژ حضور دارد، پیوست؛ او تنها یک بازی رسمی برای آن‌ها انجام داد.

### میوندالن
سوشا مکانی پس از اتمام قراردادش با باشگاه فوتبال استرومسگودست، به میوندالن بازگشت.

### صنعت نفت آبادان
او در نقل و انقالات نیم فصل دوم لیگ برتر ۹۷–۱۳۹۶ به تیم صنعت نفت آبادان، که در آن زمان نیازمند یک دروازه‌بان مطمئن بود، پیوست.

## دوران ملی

### تیم ملی امید ایران
سوشا مکانی ۶ بازی رسمی برای تیم ملی امید ایران به میدان رفته‌است.

### تیم ملی فوتبال ایران
سوشا مکانی برای نخستین‌بار توسط کارلوس کی‌روش به تیم ملی فوتبال ایران دعوت شد؛ او ۵ بازی رسمی در این رده انجام داده‌است. که مهم‌ترین آن، بازی مقابل سوریه در مقدماتی جام جهانی ۲۰۱۸ بوده‌است که وی به دلیل مصدومیت علیرضا بیرانوند فرصت بازی پیدا کرد. این بازی با نتیجه ۰–۰ به پایان رسید.

## افتخارات

### باشگاهی

#### فولاد
- لیگ برتر خلیج فارس
  - قهرمان (۱): ۱۳۹۳–۱۳۹۲

#### پرسپولیس
- لیگ برتر خلیج فارس
  - نایب‌قهرمان (۱): ۱۳۹۵–۱۳۹۴